# MySQL
MySQL je sistem za upravljanje s podatkovnimi bazami.
MySQL je odprtokodna implementacija relacijske podatkovne baze, ki za delo s podatki uporablja jezik SQL.
MySQL deluje na principu odjemalec - strežnik, pri čemer lahko strežnik namestimo kot sistem, porazdeljen na več strežnikov. Obstaja veliko število odjemalcev, zbirk ukazov in programskih vmesnikov za dostop do podatkovne baze MySQL. Razvija ga Oracle Corporation.

## Zgodovina
Začela se je z namenom uporabe mSQL, ki bi ga priključili tabelam z uporabo hitrih rutin nizke stopnje (ISAM). Po nekaj preizkusih so ugotovili, da mSQL ni dovolj hiter in fleksibilen za potrebe zahtevnih uporabnikov. Po tem so razvili nov SQL vmesnik za bazo podatkov, ampak s skoraj enakim programskim vmesnikom vmesnikom, kot mSQL. Ta je bil zasnovan tako, da dovoljuje tretji kodi, ki je bila napisana za uporabo z mSQL, da se lahko prenese za uporabo z MySQL.
Izvor imena MySQL ni jasen. Bazni imenik in veliko število knjižnic in orodij je imelo predpono »my« že več kot 10 let. Vendar pa je hčerki soustvarjalca Montyja Wideniusa tudi ime My. Kateri od dveh je dal ime MySQL je še vedno skrivnost.

## Lastnosti
- Napisan je v jezikih C in C++.
- Deluje na več različnih operacijskih sistemih (Windows, Linux,...).
- Za prenosljivost med operacijskimi sistemi uporablja GNU Automake, Autoconf in Libtool.
- Obstajajo programski vmesniki za C, C++, Eiffel, Java, Perl, PHP, Python, Ruby in Tcl.
- Bistvene programske niti mreže so večopravilne. Zna izkoristiti toliko centralnih procesnih enot, kolikor jih je na voljo.
- Uporablja zelo hitre diskovne tabele MyISAM, s stiskanjem indeksov.
- Programska koda je preizkušena z aplikacijama Purify in Valgrind.